# Hava Naguila
Hava Naguila (en hebreu הבה נגילה) és una cançó folklòrica hebrea, el títol de la qual significa "Alegrem-nos". Composició d'Albert Gamse amb una melodia basada en un nigun hassídic es tracta d'una cançó de celebració, especialment popular entre les comunitats seculars jueves i gitanes. És un element bàsic del repertori de les bandes en festivals de música jueva.
Si bé la melodia és d'origen antic, la lletra utilitzada actualment va ser probablement composta el 1918 per a celebrar la victòria britànica a Palestina durant la Primera Guerra Mundial, així com la Declaració Balfour de 1917.

## Lletra
| Transliteració           | Hebreu                | Traducció                               |
| ------------------------ | --------------------- | --------------------------------------- |
| Hava naguila             | הבה נגילה             | Alegrem-nos                             |
| Hava naguila             | הבה נגילה             | Alegrem-nos                             |
| Hava naguila ve-nismehà  | הבה נגילה ונשמחה      | Alegrem-nos i siguem feliços            |
|                          | (repetiu)             |                                         |
| Hava neranenà            | הבה נרננה             | Cantem                                  |
| Hava neranenà            | הבה נרננה             | Cantem                                  |
| Hava neranenà ve-nismehà | הבה נרננה ונשמחה      | Cantem i siguem feliços                 |
|                          | (repetiu)             |                                         |
| Urú, urú ahim!           | !עורו, עורו אחים      | Desperteu, desperteu, germans!          |
| Urú ahim be-lev saméah   | עורו אחים בלב שמח     | Amb un cor feliç                        |
|                          | (repetiu tres cops)   |                                         |
| Urú ahim, urú ahim!      | !עורו אחים, עורו אחים | Desperteu, germans, desperteu, germans! |
| Be-lev saméah            | בלב שמח               | Amb un cor feliç                        |